# Podobnost matic
V lineární algebře je podobnost ekvivalencí na třídě čtvercových matic. Podobné matice představují stejné lineární zobrazení vzhledem k různým bázím.
Transformace {\displaystyle {\boldsymbol {A}}\to {\boldsymbol {R}}^{-1}{\boldsymbol {AR}}} se nazývá podobnostní transformace nebo konjugace matice {\displaystyle {\boldsymbol {A}}}. V obecné lineární grupě odpovídá podobnost konjugaci a podobné matice se také nazývají konjugované.

## Definice
Dvě čtvercové matice {\displaystyle {\boldsymbol {A}}} a {\displaystyle {\boldsymbol {B}}} nazývají podobné, pokud existuje regulární matice {\displaystyle {\boldsymbol {R}}} taková, že platí:
{\displaystyle {\boldsymbol {B}}={\boldsymbol {R}}^{-1}{\boldsymbol {AR}}}
Aby měla rovnost smysl, musejí být všechny tři matice téhož řádu a nad stejným tělesem {\displaystyle T}.
Protože vynásobení regulární maticí je ekvivalentní úprava maticové rovnosti, je podmínka {\displaystyle {\boldsymbol {B}}={\boldsymbol {R}}^{-1}{\boldsymbol {AR}}} ekvivalentní podmínkám {\displaystyle {\boldsymbol {RB}}={\boldsymbol {AR}}} a také {\displaystyle {\boldsymbol {RBR}}^{-1}={\boldsymbol {A}}}.

### Ukázka

Rotaci o úhel lze popsat jednoduchou maticí vzhledem k souřadnému systému vyznačenému zeleně. Matice, popisující tu samou rotaci vůči souřadnému systému, je jí podobná.

Dvě reálné matice
{\displaystyle {\boldsymbol {A}}={\begin{pmatrix}-3&2\\-1&0\end{pmatrix}}} a {\displaystyle {\boldsymbol {B}}={\begin{pmatrix}2&3\\-4&-5\end{pmatrix}}}
si jsou navzájem podobné, protože pro regulární matici
{\displaystyle {\boldsymbol {R}}={\begin{pmatrix}2&1\\3&2\end{pmatrix}}}
platí:
{\displaystyle {\boldsymbol {R}}^{-1}{\boldsymbol {AR}}={\begin{pmatrix}2&-1\\-3&2\end{pmatrix}}{\begin{pmatrix}-3&2\\-1&0\end{pmatrix}}{\begin{pmatrix}2&1\\3&2\end{pmatrix}}={\begin{pmatrix}2&-1\\-3&2\end{pmatrix}}{\begin{pmatrix}0&1\\-2&-1\end{pmatrix}}={\begin{pmatrix}2&3\\-4&-5\end{pmatrix}}={\boldsymbol {B}}}
Matice {\displaystyle {\boldsymbol {R}}} není dána jednoznačně, protože i každý její nenulový skalární násobek {\displaystyle c{\boldsymbol {R}}} splňuje uvedenou rovnost.

## Reprezentace lineárních zobrazení
U lineárních zobrazení se může stát, že změna báze může vést k jednoduššímu popisu zobrazení. Například u rotace v {\displaystyle \mathbb {R} ^{3}}, kdy osa rotace není zarovnaná s žádnou ze souřadnicových os, může být komplikované určit matici reprezentující tuto rotaci. Pokud by se však osa rotace shodovala např. s osou {\displaystyle z'} nějakého jiného souřadného systému, pak lze rotaci jednoduše reprezentovat maticí:
{\displaystyle {\boldsymbol {A}}={\begin{pmatrix}\cos \alpha &-\sin \alpha &0\\\sin \alpha &\cos \alpha &0\\0&0&1\end{pmatrix}}},
kde {\displaystyle \alpha } je úhel rotace. V tomto novém souřadném systému by bylo možné rotaci spočítat pomocí vztahu:
{\displaystyle {\boldsymbol {u}}'={\boldsymbol {Av}}'},
kde {\displaystyle {\boldsymbol {v}}'} a {\displaystyle {\boldsymbol {u}}'} jsou souřadnice vektorů takových, že {\displaystyle {\boldsymbol {u}}'} je obrazem {\displaystyle {\boldsymbol {v}}'} při uvedené rotaci. 
V původním souřadném systému má pro rotaci platit:
{\displaystyle {\boldsymbol {u}}={\boldsymbol {Bv}}},
kde vektory {\displaystyle {\boldsymbol {u}}} a {\displaystyle {\boldsymbol {v}}} i neznámá matice zobrazení {\displaystyle {\boldsymbol {B}}} jsou vyjádřeny vzhledem k původnímu souřadnému systému neboli bázi. Pro výpočet matice {\displaystyle {\boldsymbol {B}}} pomocí jednodušší matice {\displaystyle {\boldsymbol {A}}} lze vyjít z matice přechodu {\displaystyle {\boldsymbol {R}}}, která převádí {\displaystyle {\boldsymbol {u}}} a {\displaystyle {\boldsymbol {v}}} od původní k nové bázi tak, že {\displaystyle {\boldsymbol {u}}'={\boldsymbol {Ru}}} a {\displaystyle {\boldsymbol {v}}'={\boldsymbol {Rv}}}. Potom platí:
{\displaystyle {\begin{aligned}&&{\boldsymbol {u}}'&={\boldsymbol {Av}}'\\[1.6ex]&\Rightarrow &{\boldsymbol {Ru}}&={\boldsymbol {ARv}}\\[1.6ex]&\Rightarrow &{\boldsymbol {u}}&=\left({\boldsymbol {R}}^{-1}{\boldsymbol {AR}}\right){\boldsymbol {v}}={\boldsymbol {Bv}}\end{aligned}}}
Matice v původní bázi, {\displaystyle {\boldsymbol {B}}}, je tedy dána vztahem {\displaystyle {\boldsymbol {B}}={\boldsymbol {R}}^{-1}{\boldsymbol {AR}}}. V důsledku je možné vyjádřit matici rotace vzhledem k původní bázi jako součin těchto tří snadno odvoditelných matic. 
Obecně platí, že je-li {\displaystyle f} lineární zobrazení z vektorového prostoru {\displaystyle V} do {\displaystyle V} reprezentováno maticí {\displaystyle {\boldsymbol {A}}} vzhledem k bázi {\displaystyle B_{1}}, potom matice {\displaystyle {\boldsymbol {B}}} téhož zobrazení {\displaystyle f} vzhledem k bázi {\displaystyle B_{2}} splňuje {\displaystyle {\boldsymbol {B}}={\boldsymbol {R}}^{-1}{\boldsymbol {AR}}}, kde {\displaystyle {\boldsymbol {R}}} je matice přechodu od báze {\displaystyle B_{2}} k bázi {\displaystyle B_{1}}. Matice {\displaystyle {\boldsymbol {R}}} nejprve převede souřadnice vektoru k bázi {\displaystyle B_{1}}, poté matice {\displaystyle {\boldsymbol {A}}} provede zobrazení {\displaystyle f} a nakonec {\displaystyle {\boldsymbol {R}}^{-1}} převede souřadnice zpět k bázi {\displaystyle B_{2}}. 
Matice {\displaystyle {\boldsymbol {A}}} a {\displaystyle {\boldsymbol {B}}} představují stejné zobrazení {\displaystyle f}, jen vůči různým bázím.

## Vlastnosti
Součin s regulární maticí zachovává hodnost, proto hodnost podobných matic je shodná.
Jednotková matice je podobná pouze sama sobě, protože platí: {\displaystyle \mathbf {I} ={\boldsymbol {R}}\mathbf {I} {\boldsymbol {R}}^{-1}}.

### Relační vlastnosti
Každá matice je podobná sama sobě, protože za {\displaystyle {\boldsymbol {R}}} lze zvolit jednotkovou matici.
Je-li matice {\displaystyle {\boldsymbol {A}}} podobná matici {\displaystyle {\boldsymbol {B}}}, lze ze vztahu {\displaystyle {\boldsymbol {B}}={\boldsymbol {R}}^{-1}{\boldsymbol {AR}}} odvodit {\displaystyle {\boldsymbol {A}}={\boldsymbol {RBR}}^{-1}={\boldsymbol {S}}^{-1}{\boldsymbol {BS}}} pro 
{\displaystyle {\boldsymbol {S}}={\boldsymbol {R}}^{-1}} a tedy je i matice {\displaystyle {\boldsymbol {B}}} podobná matici {\displaystyle {\boldsymbol {A}}}.
Jsou-li si matice {\displaystyle {\boldsymbol {A}}} a {\displaystyle {\boldsymbol {B}}} podobné a zároveň si jsou podobné i {\displaystyle {\boldsymbol {B}}} a {\displaystyle {\boldsymbol {C}}}, je potom matice {\displaystyle {\boldsymbol {A}}} podobná matici {\displaystyle {\boldsymbol {C}}}, protože substituce {\displaystyle {\boldsymbol {B}}={\boldsymbol {R}}^{-1}{\boldsymbol {AR}}} do vztahu {\displaystyle {\boldsymbol {C}}={\boldsymbol {S}}^{-1}{\boldsymbol {BS}}} dává: {\displaystyle {\boldsymbol {C}}={\boldsymbol {(RS)}}^{-1}{\boldsymbol {A(RS)}}}.
Z uvedeného vyplývá, že podobnost matic je reflexivní, symetrická a tranzitivní relace, a proto jde o ekvivalenci.

### Charakteristický polynom
Dvě navzájem podobné matice {\displaystyle {\boldsymbol {A}},{\boldsymbol {B}}\in T^{n\times n}} mají stejný charakteristický polynom, což přímo vyplývá z vlastností determinantu vzhledem k součinu a inverzi matic:
{\displaystyle {\begin{aligned}\chi _{\boldsymbol {B}}(\lambda )&=\det(\lambda \mathbf {I} -{\boldsymbol {B}})=\det(\lambda \mathbf {I} -{\boldsymbol {R}}^{-1}{\boldsymbol {AR}})=\det({\boldsymbol {R}}^{-1}\lambda \mathbf {I} {\boldsymbol {R}}-{\boldsymbol {R}}^{-1}{\boldsymbol {AR}})=\\&=\det({\boldsymbol {R}}^{-1}(\lambda \mathbf {I} -{\boldsymbol {A}}){\boldsymbol {R}})=\det {\boldsymbol {R}}^{-1}\cdot \det(\lambda \mathbf {I} -{\boldsymbol {A}})\cdot \det {\boldsymbol {R}}=\det(\lambda \mathbf {I} -{\boldsymbol {A}})=\chi _{\boldsymbol {A}}(\lambda ).\end{aligned}}}
Podobné matice proto mají shodné atributy, které lze z charakteristického polynomu odvodit:
- Determinant,
- stopu,
- vlastní čísla a jejich algebraické násobnosti (ale ne nutně vlastní vektory).

Opačné tvrzení však neplatí, protože např. matice {\displaystyle {\begin{pmatrix}1&0\\0&1\end{pmatrix}}} a {\displaystyle {\begin{pmatrix}1&1\\0&1\end{pmatrix}}} mají shodné charakteristické polynomy, ale nejsou si navzájem podobné.

### Další invarianty
Podobné matice mají dále shodné: 
- Geometrické násobnosti vlastních čísel (ale ne vlastní prostory, které jsou transformovány podle použité matice přechodu {\displaystyle {\boldsymbol {R}}} ),
- minimální polynomy,
- Frobeniovy normální formy,
- Jordanovy normální formy, až na permutace Jordanových bloků (jejich existence je zaručena jen pro algebraicky uzavřená tělesa),
- index nilpotence,
- elementární dělitele, kteří tvoří úplnou sadu invariantů pro podobnost matic nad oborem hlavních ideálů.

### Diagonalizovatelnost
O čtvercové matici {\displaystyle {\boldsymbol {A}}} řekneme, že je diagonalizovatelná, právě když je podobná nějaké diagonální matici. Matice řádu {\displaystyle n} je diagonalizovatelná, právě když má {\displaystyle n} lineárně nezávislých vlastních vektorů.
Každá symetrická matice je diagonalizovatelná. Shoduje-li se počet různých vlastních čísel matice s jejím řádem, je diagonalizovatelná. Obrácená implikace neplatí, protože např. každá jednotková matice je diagonalizovatelná a přitom tyto matice mají jen jedno vlastní číslo a to 1.

### Normální formy matic
Pro danou matici {\displaystyle {\boldsymbol {A}}} může být vhodné nalézt její jednoduchou „normální formu“ {\displaystyle {\boldsymbol {B}}}, která je podobná {\displaystyle {\boldsymbol {A}}}. Zkoumání některých vlastností {\displaystyle {\boldsymbol {A}}} se pak redukuje na jednodušší matici {\displaystyle {\boldsymbol {B}}}, jako například zkoumání vlastností diagonalizovatelných matic lze redukovat na diagonální matice.
Ne všechny matice jsou diagonalizovatelné, například matice {\displaystyle {\begin{pmatrix}1&1\\0&1\end{pmatrix}}} není podobná žádné diagonální matici. 
Na druhou stranu, každá komplexní matice (resp. každá matice nad libovolným algebraicky uzavřeným tělesem )
je podobná „téměř diagonální matici“ – tzv. Jordanově normálním tvaru. Navíc platí, že dvě komplexní matice si jsou podobné právě když mají stejnou Jordanovu normální formu (až na pořadí buněk). Jordanova normální forma proto řeší problém invariance pro podobnost komplexních matic.
Ani jedna z těchto forem není jednoznačná (diagonální prvky, resp. Jordanovy bloky mohou být permutovány), takže se ve skutečnosti nejedná o normální formy. Jejich určení navíc závisí na schopnosti provést rozklad minimálního nebo charakteristického polynomu matice {\displaystyle {\boldsymbol {A}}} na lineární členy (ekvivalentně určit její vlastní čísla). 
Frobeniova normální forma tyto nevýhody nemá: existuje nad libovolným tělesem, je jednoznačná a lze ji vypočítat pouze pomocí aritmetických operací v daném tělese. Matice {\displaystyle {\boldsymbol {A}}} a {\displaystyle {\boldsymbol {B}}} jsou podobné tehdy a jen tehdy, mají-li stejnou Frobeniovu normální formu. Frobeniova normální forma je určena elementárními děliteli {\displaystyle {\boldsymbol {A}}}. Tyto lze přímo vyčíst z Jordanova tvaru, ale lze je také určit přímo pro libovolnou matici výpočtem Smithovy normální formy.

### Další vlastnosti
Podobnost matic nezávisí na výchozím tělese v následujícím smyslu: je-li {\displaystyle T} podtěleso tělesa {\displaystyle S} a matice {\displaystyle {\boldsymbol {A}},{\boldsymbol {B}}} jsou definovány nad {\displaystyle T}, pak si jsou navzájem podobné nad {\displaystyle T}, právě když si jsou podobné jako matice nad {\displaystyle S}, protože Frobeniova normální forma nad {\displaystyle T} je také Frobeniova normální forma nad {\displaystyle S}. 
V důsledku uvedeného je možné, aby k rozhodnutí, zdali si jsou dané matice nad tělesem {\displaystyle T} podobné, použít i jejich Jordanovy tvary, jejichž existence může být zaručena pouze nad vhodným nadtělesem {\displaystyle S}.
Pokud lze v definici podobnosti zvolit matici {\displaystyle {\boldsymbol {R}}} jako permutační matici, pak si jsou {\displaystyle {\boldsymbol {A}}} a {\displaystyle {\boldsymbol {B}}} permutačně podobné. Jestliže lze {\displaystyle {\boldsymbol {R}}} zvolit jako unitární matici, pak jsou {\displaystyle {\boldsymbol {A}}} a {\displaystyle {\boldsymbol {B}}} unitárně ekvivalentní. Podle spektrální věty je každá normální matice unitárně ekvivalentní vhodné diagonální matici.